# ويلمر هاريس
ويلمر هاريس (بالإنجليزية: Wilmer Harris)‏ هو لاعب كرة قاعدة أمريكي، ولد في 1 مارس 1924 في فيلادلفيا في الولايات المتحدة، وتوفي بنفس المكان في 23 ديسمبر 2004.